# Eryin Sanhueza
Eryin Alexis Sanhueza Mora (Temuco, Chile, 29 de enero de 1996) es un futbolista chileno. Juega de Portero en Deportes La Serena de la Primera División de Chile.
Es el hermano menor del también futbolista Miguel Sanhueza.

## Trayectoria
Se inició en las inferiores de Audax Italiano a la edad de 9 años. Su debut como profesional, se produjo el 2 de agosto de 2015 en la victoria por 3 a 0 de su equipo frente a Magallanes ingresando en el minuto 74 por Nicolás Peric, en partido válido por la Copa Chile 2014-15.
En 2018, fue cedido el primer semestre a Colchagua de la Segunda División chilena, siendo interrumpida su cesión en julio debido al fin del contrato de Nicolás Peric.En 2020, es anunciado como nuevo refuerzo de Lautaro de Buin de la Segunda División.
Tras dos temporadas en el conjunto del Toqui, en enero de 2020 es fichado por Deportes Melipilla de la Primera B de Chile. Con el conjunto melipillano, desciende de la categoría de plata del fútbol chileno.
En diciembre de 2022, es anunciado como nuevo jugador de Deportes La Serena de la Primera B Chilena.

## Clubes

### Estadísticas
| Club                       | Div.                | Temporada           | Liga  | Liga  | Liga   | Copas nacionales | Copas nacionales | Copas nacionales | Torneos internacionales | Torneos internacionales | Torneos internacionales | Total | Total | Total  |
| Club                       | Div.                | Temporada           | Part. | Goles | Asist. | Part.            | Goles            | Asist.           | Part.                   | Goles                   | Asist.                  | Part. | Goles | Asist. |
| -------------------------- | ------------------- | ------------------- | ----- | ----- | ------ | ---------------- | ---------------- | ---------------- | ----------------------- | ----------------------- | ----------------------- | ----- | ----- | ------ |
| Audax Italiano “B” · Chile | 3.ª                 | 2013                | 1     | 0     | 0      | —                | —                | —                | —                       | —                       | —                       | 1     | 0     | 0      |
| Audax Italiano “B” · Chile | Total club          | Total club          | 1     | 0     | 0      | 0                | 0                | 0                | 0                       | 0                       | 0                       | 1     | 0     | 0      |
| Audax Italiano · Chile     | 1.ª                 | 2015-2016           | 0     | 0     | 0      | 1                | 0                | 0                | —                       | —                       | —                       | 1     | 0     | 0      |
| Audax Italiano · Chile     | 1.ª                 | 2016-2017           | 0     | 0     | 0      | 0                | 0                | 0                | —                       | —                       | —                       | 0     | 0     | 0      |
| Audax Italiano · Chile     | 1.ª                 | 2017                | 0     | 0     | 0      | 0                | 0                | 0                | 0                       | 0                       | 0                       | 0     | 0     | 0      |
| Audax Italiano · Chile     | 1.ª                 | 2018                | 8     | 0     | 0      | 0                | 0                | 0                | 0                       | 0                       | 0                       | 8     | 0     | 0      |
| Audax Italiano · Chile     | 1.ª                 | 2019                | 3     | 0     | 0      | 6                | 0                | 0                | 0                       | 0                       | 0                       | 9     | 0     | 0      |
| Audax Italiano · Chile     | Total club          | Total club          | 11    | 0     | 0      | 7                | 0                | 0                | 0                       | 0                       | 0                       | 18    | 0     | 0      |
| Colchagua · Chile          | 3.ª                 | 2018                | 5     | 0     | 0      | 2                | 0                | 0                | —                       | —                       | —                       | 0     | 0     | 0      |
| Colchagua · Chile          | Total club          | Total club          | 5     | 0     | 0      | 2                | 0                | 0                | 0                       | 0                       | 0                       | 7     | 0     | 0      |
| Lautaro de Buin · Chile    | 3.ª                 | 2020                | 21    | 0     | 0      | 0                | 0                | 0                | —                       | —                       | —                       | 21    | 0     | 0      |
| Lautaro de Buin · Chile    | 3.ª                 | 2021                | 16    | 0     | 0      | 0                | 0                | 0                | —                       | —                       | —                       | 16    | 0     | 0      |
| Lautaro de Buin · Chile    | Total club          | Total club          | 37    | 0     | 0      | 0                | 0                | 0                | 0                       | 0                       | 0                       | 37    | 0     | 0      |
| Deportes Melipilla · Chile | 2.ª                 | 2022                | 32    | 0     | 0      | 0                | 0                | 0                | —                       | —                       | —                       | 33    | 0     | 0      |
| Deportes Melipilla · Chile | Total club          | Total club          | 32    | 0     | 0      | 1                | 0                | 0                | 0                       | 0                       | 0                       | 33    | 0     | 0      |
| Deportes La Serena · Chile | 2.ª                 | 2023                | 3     | 0     | 0      | 1                | 0                | 0                | —                       | —                       | —                       | 4     | 0     | 0      |
| Deportes La Serena · Chile | 2.ª                 | 2024                | 22    | 0     | 0      | —                | —                | —                | —                       | —                       | —                       | 22    | 0     | 0      |
| Deportes La Serena · Chile | Total club          | Total club          | 3     | 0     | 0      | 1                | 0                | 0                | 0                       | 0                       | 0                       | 26    | 0     | 0      |
| Total en su carrera        | Total en su carrera | Total en su carrera | 92    | 0     | 0      | 11               | 0                | 0                | 0                       | 0                       | 0                       | 122   | 0     | 0      |
| 1. 2. 3.                   |                     |                     |       |       |        |                  |                  |                  |                         |                         |                         |       |       |        |

## Palmarés

### Campeonatos nacionales
| Título    | Club               | País  | Año  |
| --------- | ------------------ | ----- | ---- |
| Primera B | Deportes La Serena | Chile | 2024 |